# Grand Prix Formule 1 van Duitsland 1977
De Grand Prix Formule 1 van Duitsland 1977 werd gehouden op 31 juli 1977 op de Hockenheimring.

## Uitslag
| Positie | Nummer | Rijder             | Team               | Ronden | Tijd/Opgave     | Startplaats | Punten |
| ------- | ------ | ------------------ | ------------------ | ------ | --------------- | ----------- | ------ |
| 1       | 11     | Niki Lauda         | Ferrari            | 47     | 1:31:49.3       | 3           | 9      |
| 2       | 20     | Jody Scheckter     | Wolf-Ford          | 47     | +14,33 s        | 1           | 6      |
| 3       | 8      | Hans Joachim Stuck | Brabham-Alfa Romeo | 47     | +20,9 s         | 5           | 4      |
| 4       | 12     | Carlos Reutemann   | Ferrari            | 47     | +60,27 s        | 8           | 3      |
| 5       | 19     | Vittorio Brambilla | Surtees-Ford       | 47     | +87,37 s        | 10          | 2      |
| 6       | 23     | Patrick Tambay     | Ensign-Ford        | 47     | +89,81 s        | 11          | 1      |
| 7       | 18     | Vern Schuppan      | Surtees-Ford       | 46     | +1 Ronde        | 19          |        |
| 8       | 9      | Alex Ribeiro       | March-Ford         | 46     | +1 Ronde        | 20          |        |
| 9       | 3      | Ronnie Peterson    | Tyrrell-Ford       | 42     | Motor           | 14          |        |
| 10      | 16     | Riccardo Patrese   | Shadow-Ford        | 42     | Wiel            | 16          |        |
| DNF     | 24     | Rupert Keegan      | Hesketh-Ford       | 40     | Ongeluk         | 23          |        |
| DNF     | 5      | Mario Andretti     | Lotus-Ford         | 34     | Motor           | 7           |        |
| DNF     | 1      | James Hunt         | McLaren-Ford       | 32     | Brandstofpomp   | 4           |        |
| DNF     | 6      | Gunnar Nilsson     | Lotus-Ford         | 31     | Motor           | 9           |        |
| DNF     | 2      | Jochen Mass        | McLaren-Ford       | 26     | Versnellingsbak | 13          |        |
| DNF     | 4      | Patrick Depailler  | Tyrrell-Ford       | 22     | Motor           | 15          |        |
| DNF     | 26     | Jacques Laffite    | Ligier-Matra       | 21     | Motor           | 6           |        |
| DNF     | 25     | Héctor Rebaque     | Hesketh-Ford       | 20     | Motor           | 24          |        |
| DNF     | 30     | Brett Lunger       | McLaren-Ford       | 14     | Ongeluk         | 21          |        |
| DNF     | 10     | Ian Scheckter      | March-Ford         | 9      | Koppeling       | 18          |        |
| DNF/DSQ | 35     | Hans Heyer         | Penske-Ford        | 9      | Transmissie     | 25          |        |
| DNF     | 7      | John Watson        | Brabham-Alfa Romeo | 8      | Motor           | 2           |        |
| DNF     | 34     | Jean-Pierre Jarier | Penske-Ford        | 5      | Transmissie     | 12          |        |
| DNF     | 17     | Alan Jones         | Shadow-Ford        | 0      | Ongeluk         | 17          |        |
| DNF     | 22     | Clay Regazzoni     | Ensign-Ford        | 0      | Ongeluk         | 22          |        |
| DNQ     | 27     | Patrick Neve       | March-Ford         |        |                 |             |        |
| DNQ     | 36     | Emilio de Villota  | McLaren-Ford       |        |                 |             |        |
| DNQ     | 28     | Emerson Fittipaldi | Fittipaldi-Ford    |        |                 |             |        |
| DNQ     | 37     | Arturo Merzario    | March-Ford         |        |                 |             |        |
| DNQ     | 40     | Teddy Pilette      | BRM                |        |                 |             |        |

## Statistieken
| Pole-position | Jody Scheckter | Wolf-Ford | 1:53.07 |
| Snelste ronde | Niki Lauda     | Ferrari   | 1:55.99 |

## Noot
- Dit was het debuut van de Duitse coureur Hans Heyer, hoewel hij zich niet had kunnen kwalificeren, startte hij toch, viel uit en werd later gediskwalificeerd.
- Tweehonderdste Grand Prix-start voor een Zwitserse coureur.
- Eerste podiumplaats voor Hans-Joachim Stuck.

1931 · 1932 · 1934 · 1935 · 1936 · 1937 · 1938 · 1939 · 1951 · 1952 · 1953 · 1954 · 1956 · 1957 · 1958 · 1959 · 1961 · 1962 · 1963 · 1964 · 1965 · 1966 · 1967 · 1968 · 1969 · 1970 · 1971 · 1972 · 1973 · 1974 · 1975 · 1976 · 1977 · 1978 · 1979 · 1980 · 1981 · 1982 · 1983 · 1984 · 1985 · 1986 · 1987 · 1988 · 1989 · 1990 · 1991 · 1992 · 1993 · 1994 · 1995 · 1996 · 1997 · 1998 · 1999 · 2000 · 2001 · 2002 · 2003 · 2004 · 2005 · 2006 · 2008 · 2009 · 2010 · 2011 · 2012 · 2013 · 2014 · 2016 · 2018 · 2019